# 瞿明
瞿明（1442年—？），字德昭，直隸蘇州府常熟縣人，匠籍。明朝政治人物。進士出身。

## 生平
成化四年（1468年）戊子科應天府鄉試第三十四名。成化八年（1472年）壬辰科會試第一百九十九名，殿試登進士第二甲第五十七名。

## 家族
曾祖父瞿子善。祖父瞿庸。父亲瞿宗大。